# Rainer Brüderle
Rainer Brüderle (født 22. juni 1945 i Berlin) er en tysk politiker (FDP). 10. maj 2011 blev han valgt til parlamentarisk leder for FDPs fraktion i Forbundsdagen.
Brüderle er uddannet diplomøkonom. Han har været økonomiminister i Rheinland-Pfalz (1987 til 1998) og var fra 1998 til 2009 viseparlamentarisk leder for FDPs fraktion i Forbundsdagen. Fra 28. oktober 2009 til 12. maj 2011 var han minister for økonomi og teknologi i Angela Merkels anden regering. Han er fra 10. maj 2011 leder af FDPs fraktion i Forbundsdagen.